# Joseph Climent
Joseph Climent y Avinent (Castellón de la Plana, 11 de marzo de 1706-28 de noviembre de 1781) fue un sacerdote español, obispo de Barcelona entre 1766 y 1775.

## Biografía
El 1706 nace en Castellón de la Plana, Joseph Climent Avinent. Cuando, en 1719, acaba los estudios de primeras letras y de gramática, en Castellón, se traslada a Valencia e ingresa en su Universidad. En 1722 obtiene el grado académico de Maestro en Artes y en 1726 se licencia en Filosofía y se prepara para las oposiciones a cátedras. En 1727 consigue el grado de doctor en Teología y un año más tarde ocupa la cátedra anual de Filosofía Tomista, que mantiene durante seis años. En 1738 es nombrado maestro de pajes del arzobispo Mayoral y en 1740 rector de la colegiata de San Bartolomé, donde funda una escuela de primeras letras. Desde 1748 ejerce de canónigo magistral en el Capítulo de la Catedral de Valencia, y durante 18 años. En 1754 manda construir una escuela de primeras letras, en la plaza del Rosario o de Pescadores, en Castellón y un año más tarde obtiene, de su ayuntamiento, el permiso para edificar dos hornos de cocer pan, con los que mantener las escuelas del barrio de San Félix y de la plaza del Rosario.
En el año 1766 es nombrado obispo de Barcelona, cargo que ostentará hasta 1775. Durante su episcopado depurará, la liturgia religiosa, de las prácticas supersticiosas e impulsará una formación más sólida para el clero. Climent se convirtió en uno de los más ilustrados y prestigiosos prelados del siglo XVIII y promovió la utilización del catalán, en la redacción de las visitas pastorales y en la catequesis. También renovó el plan de estudios del Colegio Episcopal, convertido en el único centro de enseñanza superior de Barcelona, ya que su universidad fue suprimida por Felipe V, como represalia al austracismo de los catalanes. También se ocupó de las aulas de Gramática y Latinidad de su diócesis y fundó diez escuelas gratuitas de primeras letras y doctrina cristiana, en la ciudad de Barcelona (1767).
Asimismo participó en intervenciones sociales de envergadura -como la remodelación del Hospicio (1772)- y ordenó la construcción de la primera necrópolis, en el actual recinto del Pueblo Nuevo. También promovió diversas iniciativas culturales, como la creación de la primera biblioteca pública de la Ciudad, con los fondos de los jesuitas expulsados, sus propios libros y los que mandó adquirir a tal efecto. En 1769 propuso a la Academia de Bones Lletres de Barcelona, la confección de un Diccionario catalán-castellano-latino. Y en 1770 escribió al Papa Clemente XIV, intercediendo por las diócesis del arzobispado de Utrecht, que mantenían un contencioso con Roma, a raíz del nombramiento de sus obispos. Mención aparte, pero destacada, merece la intervención del obispo en las relaciones que el capitán general, conde de Ricla, mantenía –parece que de forma ostentosa- con la actriz y bailarina italiana, Nina Bergonzi -conocida como "la Niña"-. Fracasados los primeros intentos, cerca del de Ricla, para acabar con el escándalo, Climent hizo llegar un detallado informe al confesor del Rey y el gobernador del Consejo de Castilla, ordenó al regente de la Audiencia de Barcelona, el destierro de la Bergonzi, que parece viajó a Valencia, primero -donde coincidió nuevamente con Giacomo Casanova- y, después -según algunas fuentes- a Madrid, donde conocería al conde de Aranda, primo del de Ricla.
Justamente su episcopalismo —la defensa de su condición de obispo— hizo recelar a la Santa Sede y fue denunciado y juzgado por una comisión eclesiástica que, finalmente, lo exculpó. Así como por una junta de fiscales, por sospechoso de antiregalismo, que le impuso limitaciones a su función episcopal. Pero el episodio más comprometido para Climent, se desarrolló con ocasión del motín de quintas y su intervención conciliadora, en la Catedral de Barcelona, el 4 de mayo de 1773, con los amotinados. Campomames acusó al obispo de “usurpar las facultades del trono” y de “separatista”, así como de auxiliar a las familias de los diputados catalanes de los colegios y gremios, que se trasladaron a Madrid para pedir clemencia por los detenidos, a raíz del motín de quintas. Aquellos comisionados, lejos de ser escuchados, habían sido encarcelados. Desde entonces, el fiscal del Consejo de Castilla se dedicó a desprestigiar al obispo y promovió su remoción.
Climent se dolió de una tal injusta campaña contra su persona y escribió al rey –Carlos III- una larga carta, presentando su renuncia a la mitra barcelonesa. El intento de la Corte de suavizar la situación, ofreciéndole el obispado de Málaga, con el argumento de sus cuantiosas rentas, que le permitirían practicar su generosidad hacia los más necesitados, no hizo cambiar la decisión de Climent, que se retiró a su Castelló natal. El 28 de noviembre de 1778, hizo donación de todos sus bienes a la Fundación de la Casa de Huérfanos de Castellón, a través de escritura pública. Murió en Castelló el 28 de noviembre de 1781 y fue enterrado en la iglesia Mayor de Santa María –hoy concatedral-.
En el año 2006 se celebró el III centenario de su nacimiento, en las universidades de Castellón, Valencia y Barcelona -y en la Facultad de Teología de Cataluña-, que culminó con la publicación de un libro conmemorativo. La figura histórica de aquel ilustre -e ilustrado- personaje se mantiene vigente y los estudiosos -Bea Segarra, Camil Vázquez, David Gimilio, Marc Ant. Adell...- siguen investigando y encontrando referentes y contenidos, en su rica personalidad y en la obra que nos legó. Así el Consejo Valenciano de Cultura ha publicado el libro "Josep Climent i Avinent: antología de textos", que profundiza en su pensamiento, a través de sus escritos más emblemáticos. Y aún restan algunos proyectos en torno a su figura.

## Cronología

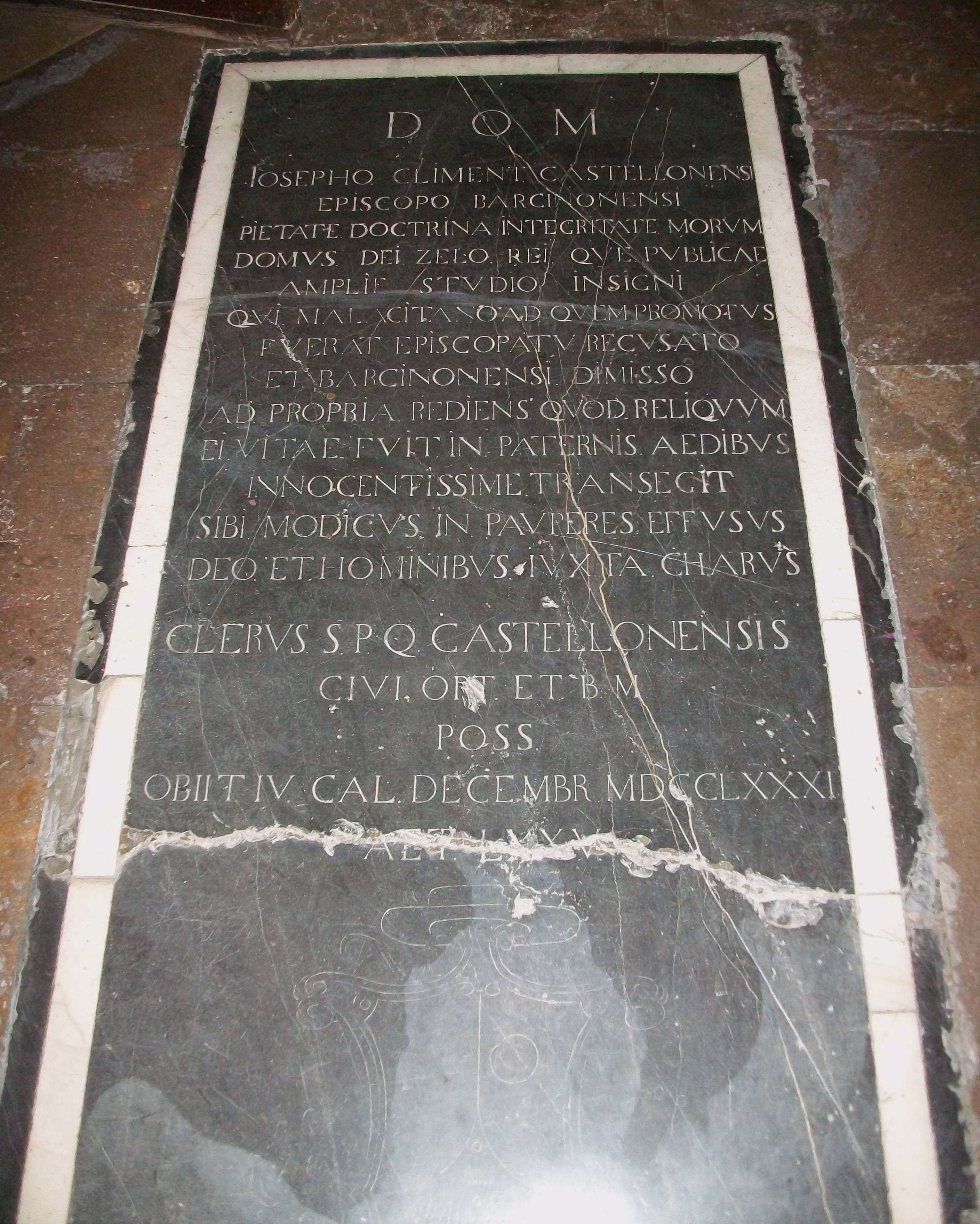
Lápida del obispo de Barcelona José Climent en la Concatedral de Santa María de Castellón.

En el 11 de marzo de 1706 nace en Castellón de la Plana.
En 1719 acaba los estudios de primeras letras y de Gramática en Castellón y se traslada a Valencia.
En 1722 obtiene la condición académica de maestro en Artes.
En 1726 es licenciado en Filosofía, se prepara para las oposiciones a cátedras.
En 1727 consigue el grado de doctor en Teología.
En 1728 ocupa la cátedra anual de Filosofía Tomista.
En 1738 es nombrado maestro de pajes del arzobispo Mayoral.
En 1740 es Rector de San Bartolomé, donde funda una escuela de primeras letras.
En 1748 es canónigo en el Capítulo de la Catedral de Valencia, durante 18 años.
En 1754 construye una escuela de primeras letras, en la plaza del Rosario o de Pescadores, en Castellón.
En 1755 obtiene del Ayuntamiento de Castellón, permiso para construir dos hornos de pan, con que mantener las escuelas de primeras letras del barrio de San Félix y de la plaza del Rosario.
En 1764 crea la cátedra de locis, en la Universidad de Valencia.
Del 1766 al 1775 es Obispo en la ciudad de Barcelona. Durante este periodo diferenció lo que era la liturgia religiosa del espectáculo y la superstición e impulsó un contacto más directo entre el pueblo y el clero. Desde entonces se habló más en catalán en el obispado.
En 1767 funda escueles de primeras letras, en la ciudad de Barcelona.
En 1769 propone a la Academia de Buenas Letras de Barcelona, la confección de un trilingüe Diccionario catalán-castellano-latín.
En 1770 escribe al papa Clemente XIV, intercediendo por la iglesia de Utrecht. Prologa la Retórica de Fray Luis de Granada.
En 1771 renueva el Colegio Episcopal. Promueve al latinista Zamora, como maestro de Gramática, para las Aulas de Castellón.
En 1772 remodela el Hospicio de Barcelona.
En 1773 revueltas de las quintas en Barcelona: papel moderador y pacificador de Climent. Durante el asalto a la Catedral de Barcelona el 4 de mayo se hace interlocutor de los amotinados por la abolición de las quintas. Después, durante el verano de 1774 envía una carta a Manuel Ventura Figueroa pidiendo la libertad de los detenidos en la revuelta de los quintos y es acusado por el Consejo de Castilla de Pedro Rodríguez Campomanes de separatista; este, conjuntamente con el rey, le ofrece la posibilidad de ir al obispado de Málaga, pero el bisbe Climent renuncia a este obispado y se retira en Castellón de la Plana, donde acaba sus días. El 28 de noviembre de 1778, hizo donación de todos sus bienes a través de una escritura pública que lleva por título Fundación de la Casa de Huérfanos de Castellón. Solamente retuvo para su subsistencia la renta que percibía por haber sido Obispo de Barcelona.
Murió el 28 de noviembre de 1781. Fue enterrado en la Iglesia Mayor de Santa María, junto a las gradas del presbiterio, desde donde se había dado a conocer.